# Morvah
Morvah (in lingua cornica: Morvedh; 5 km²; 80 ab. ca.) è un villaggio con status di parrocchia civile della costa atlantica della Cornovaglia (Inghilterra sud-occidentale), facente parte del distretto di Penwith. È una delle più piccole parrocchie civili della contea.

## Etimologia
Il toponimo in lingua cornica Morvedh potrebbe significare "tomba (che dà) sul mare", in riferimento forse alla tomba di un santo che sarebbe stata eretta e venerata in loco.

## Geografia fisica

### Collocazione
Morvah si trova nel tratto meridionale della costa atlantica della Cornovaglia (estremità occidentale della contea), tra Pendeen e Trevowhan (rispettivamente a nord/nord-est della prima e a sud/sud-ovest della seconda) e a circa 15 km a nord-ovest di Penzance.

### Suddivisione amministrativa
- Chypraze
- Rosemergy

## Società

### Evoluzione demografica
Al censimento del 2001, la parrocchia civile di Morvah contava una popolazione di 79 abitanti.

## Storia
Di Morvah si hanno notizie sin dal VI-VII secolo, quando fu costruita una cappella in loco.

## Luoghi d'interesse

### Mên-an-Tol
Nei dintorni di Morvah si trova il celebre cerchio di pietre chiamato Mên-an-Tol e risalente all'età del bronzo.